# Jorge Burruchaga
Jorge Luis Burruchaga (ur. 9 października 1962 w Gualeguay) – argentyński piłkarz, grający na pozycji napastnika lub ofensywnego pomocnika.
Przez kibiców przezywany El Burru.

## Kariera piłkarska
Argentyńczyk rozpoczął swoją profesjonalną karierę klubową w roku 1979 jako piłkarz Arsenal de Sarandí.
W 1982 roku przeszedł do słynnego CA Independiente, gdzie w 1983 roku zdobył mistrzostwo, a rok później sięgnął po prestiżowe Copa Libertadores (został królem strzelców rozgrywek z 6 bramkami) i po wygranej z angielskim Liverpoolem po Puchar Interkontynentalny. W 1985 przeniósł się do Europy, zostając piłkarzem francuskiego FC Nantes. W drużynie Kanarków spędził siedem lat. Latem 1992 roku odszedł do drużyny beniaminka – Valenciennes FC. W 1994 wrócił do Argentyny, gdzie przez cztery lata, ponownie występował w drużynie Independiente.

## Kariera reprezentacyjna
Buruchaga był częścią kadry Argentyny na dwóch turniejach Copa America (1983, 1989) oraz na dwóch mundialach (1986, 1990).
W trakcie pierwszego występu w 1986 roku, zdobył z drużyną złoty medal. Sam zawodnik dołożył się do triumfu, strzelając gola w finałowym meczu z RFN (3:2). Na kolejnym mundialu zagrał we wszystkich meczach Albicelestes, włącznie z przegranym (0:1) finałem z reprezentacją RFN.
Całkowity bilans gier piłkarza w reprezentacji Argentyny to 59 gier i 13 bramek.

## Kariera trenerska
W 2001 został trenerem macierzystego Arsenalu de Sarandí. Funkcję tę pełnił przez cztery lata, utrzymując przez ten czas, klub w najwyżej lidze. W 2005 roku został trenerem Estudiantes La Plata, z którego został zwolniony w kwietniu 2006 roku, po serii słabych wyników.
Później, krótko prowadził kilka ligowych zespołów (Independiente, Banfield, Arsenal de Sarandi) oraz dwukrotnie drugoligowe Atletico Rafaela.
Podczas Mistrzostw Świata w Rosji w 2018 roku Burruchaga pełnił funkcję dyrektora generalnego piłkarskiej reprezentacji Argentyny.

## Sukcesy

### Klubowe
Independiente
- Primera División: Metropolitano 1983
- Copa Libertadores: 1984
- Puchar Interkontynentalny: 1984
- Supercopa Sudamericana: 1995
- Recopa Sudamericana: 1995

### Reprezentacyjne
Argentyna
- Złoty medal Mistrzostw Świata: 1986

### Indywidualne
- Król strzelców Copa América: 1983
- Obcokrajowiec roku Division 1: 1985–86